# Конвой RA-58
RA-58 — арктический конвой времён Второй мировой войны.
RA-58  вышел из Кольского залива 7 апреля 1944 года. В его состав входило 36 грузовых судов. Прикрытие конвоя осуществлялось  группой кораблей союзников, в составе эскорта было 20 эсминцев, 5 шлюпов, 5 корветов и 2 эскортных авианосца. 
Потерь не имел, он благополучно прибыл в Лох-Ю.